# Métropole de Kifisia, Amarousio et Oropos
La métropole de Kifissia, Amarousio, Oropos et Marathon (en grec byzantin : Ιερά Μητρόπολις Κηφισίας, Αμαρουσίου, Ωρωπού και Μαραθώνος) est un évêché de l'Église orthodoxe de Grèce. Elle procède de la scission en deux, en mai 2010, de l'ancienne métropole de l'Attique dont elle prend la succession sur le siège de Kifissia et sur les territoires municipaux du nord-est de l'Attique.

## La cathédrale
L'église Saint Démétrios de Kifissia qui a servi de cathédrale à l'ancienne métropole de l'Attique est devenue la cathédrale de la nouvelle métropole. La fête patronale est célébrée le 26 octobre.
La résidence métropolitaine a une église dédiée au Prophète Élie, fête le 20 juillet.

## Les métropolites
- Le premier métropolite est Cyrille (el) (né Missiakoulis en 1963) depuis 2010.

## L'histoire
La métropole a été fondée le 13 mai 2010 en même temps que celle d'Ilion, Acharnès et Pétroupolis pour succéder à celle de l'Attique qui avait la charge d'un territoire très peuplé.
Le Saint-Synode avait pris en 2009 la décision de créer une nouvelle métropole à Acharnès pour scinder en deux celle de l'Attique. 

## Le territoire
- Kifissia (7 paroisses)
- Ágios Stéfanos (1 paroisse)
- Maroussi (9 paroisses)
- Ekali (2 paroisses)
- Marathon (1)
- Metamorphosi (1)
- Oropos (1)

## Les monastères

### Monastères d'hommes
- Monastère du Paraclet à Oropos (26 moines)
- Monastère Saint-Pantéléïmon à Mavrosouvalas (16 moines)
- Monastère Saint-Syméon le Nouveau Théologien à Kalamon de l'Attique (7 moines)

### Monastères de femmes
- Dormition de la Mère de Dieu à Kliston de Phili (5 moniales).

## Les sources
- (el) Le site de la métropole : https://www.imkifissias.gr/
- Diptyques de l'Église de Grèce, édition Diaconie apostolique, Athènes (édition annuelle).